# Cumberjung
Il Cumberjung è un tipo di mazzafrusto doppio indiano.
Questa arma ha una forma a dir poco insolita, composta da un bastone dritto di legno, di circa 45 cm che ha attaccate alle due estremità due catene di circa 25–30 cm, con in fondo una palla ciascuno. Queste palle sono di legno rivestito di tessuto colorato, di aspetto non dissimile alle moderne palle antistress di tela riempite di sabbia, ma a differenza di queste, lungo l'asse mediano, vi è un cerchio di acciaio affilato che dava a queste palle l'aspetto di Saturno.
L'arma era prodotta (e usata) solo dai Gujarat, al tempo dell'Impero Maratha, e anche tra questi era poco diffusa, a causa della scarsa maneggevolezza e la ovvia pericolosità se ne veniva perso il controllo, ma in mani esperte è un'arma temibile, difficile da parare, e il tutto pesa poco più di un chilogrammo.